# Final Cut Pro
Pour les articles homonymes, voir Final Cut et FCP.
Traite de Final Cut Pro version 10 (X), ne doit pas être confondu avec Final Cut Studio contenant Final Cut Pro 7 ou antérieur.
Chronologie des versions
10.6.10 Inconnue
Final Cut Pro (FCP) est un logiciel de montage virtuel non linéaire édité par Apple.

## Historique
Développé à l'origine par la firme Macromedia, Final Cut Pro a été racheté par Apple en 1998, ce qui lui a évité une disparition certaine. Après refonte complète et appui marketing, Apple en a fait un logiciel de montage largement utilisé par les monteurs vidéo qui travaillent uniquement sur Mac car le logiciel était, jusqu'en 2023, exclusif à macOS.
Ce logiciel destiné au grand public a néanmoins des qualités professionnelles et il est utilisé dans le monde de la vidéo professionnelle (télévision ou cinéma), du fait de sa qualité et du moindre coût du banc de montage en général.
Final Cut Pro a apporté dans le monde du montage virtuel une nouveauté toute simple à ses débuts : le montage en DV natif en connectant simplement un câble IEEE 1394 sur le connecteur FireWire de l'ordinateur, il était alors possible de récupérer une vidéo au format numérique et pour la monter sans aucune perte ni transformation.
Au fur et à mesure de l'évolution du logiciel, Final Cut Pro a intégré la gestion d'autres interfaces, entre autres les cartes d'acquisition vidéo. Proposées par des constructeurs tiers, ces cartes permettent de capturer un signal analogique ou numérique non compressé (SDI), et de le travailler avec Final Cut Pro ou toute autre application compatible QuickTime. La première de ces cartes fut la RTMac proposé par Matrox. Dans le monde professionnel, les cartes d'acquisition utilisées avec FCP sont fournies par BlackMagic Design (Decklink, Multibridge…), AJA (Kona…) et Matrox (MXO2…).

## De Final Cut Pro X à Final Cut Pro
La nouvelle version de Final Cut Pro, appelée Final Cut Pro X, est la première version entièrement réécrite en 64 bits et est disponible depuis le 21 juin 2011 seulement en téléchargement sur l'App Store, le magasin d'applications virtuel sur macOS. Cette version X dispose d'une interface assez différente de la version précédente et rappelle l'interface minimaliste de iMovie.
L'ergonomie de Final Cut Pro X est en totale rupture avec celle de son prédécesseur (Final Cut Pro 7), ce qui peut troubler les habitués. Toute l'ergonomie s'appuie sur le concept de la « découverte progressive » (progressive disclosure) qui permet à l'utilisateur néophyte de ne pas être encombré par de multiples options quand l'utilisateur avancé pourra paramétrer très précisément le logiciel en fonction de ses besoins. L'exemple le plus frappant est la configuration du format de travail. En effet, dans Final Cut Pro 7, il fallait paramétrer de nombreuses options avant de pouvoir commencer à travailler. Désormais, il est possible avec Final Cut Pro X de commencer sans se préoccuper des réglages. Le paramétrage ne se faisant qu'au moment où il est réellement nécessaire et donc au moment de la création de la timeline par exemple.
Parmi les autres concepts très différents de la version précédente, il y a la séparation des montages (projets) et des rushes (événements) ainsi que la disparition des pistes numérotées. Désormais, ce n'est plus la position d'un élément (image ou son) dans les différentes pistes de la timeline qui vont permettre d'identifier sa fonction dans la narration (plan de coupe en V2, musiques en A5-A8 par exemple) mais son rôle ! Chaque plan, image ou son dans Final Cut Pro X a un rôle. En fonction de ces rôles, il est possible de trier la matière dans la timeline ou dans l'espace consacré à l'organisation des rushes (navigateur d'événements).
Ces profonds remaniements font de Final Cut Pro X un logiciel totalement différent de Final Cut Pro 7 avec lequel il n'est pas compatible nativement. En effet, les projets créés avec Final Cut Pro 7 ne peuvent pas être ouverts dans Final Cut Pro X (ce qui a provoqué les réactions de rejet dont parle l'article plus loin). Quelques mois après la sortie de Final Cut Pro X, de nombreux éditeurs de logiciels tiers permettent de migrer les montages de Final Cut Pro 7 à Final Cut Pro X (par exemple, 7toX de Assisted Editing) et de Final Cut Pro X à Final Cut Pro 7.
Final Cut Pro X n'a pas été très bien accueilli par les professionnels qui l'ont considéré a priori comme une version améliorée de iMovie (sans doute à cause d'un marketing trop prétentieux et d'une sortie du Final Cut Pro X immature, à qui il manquait un certain nombre de fonctions, qui sont arrivées plus tard).
Après un accueil en 2011 plutôt mitigé de la part des professionnels qui considéraient Final Cut Pro X comme un logiciel de montage pour les amateurs éclairés, Final Cut Pro X a beaucoup évolué, par des mises à jour gratuites de fonctions telles que : importations et exportations XML pour les EDL, l’étalonnage et le mixage son, fonction multicam, gestion du son amélioré, gestion de formats récents.
En novembre 2020, à la suite de l'annonce des premiers Mac dotés d'une puce Apple (Système sur Puce basé sur la technologie ARM), Apple M1, le nom Final Cut Pro X est raccourci pour devenir Final Cut Pro. La firme de Cupertino en profite également pour rafraîchir l'icône du célèbre logiciel de montage et l'adapter au tout nouveau système d'exploitation Mac de l'époque, macOS Big Sur.

### Améliorations au fil des versions
En novembre 2023, la version 10.7 était la dernière à apporter des nouveautés, notamment "la possibilité de faire défiler la timeline automatiquement afin que les plans restent visibles sous la tête de lecture durant la lecture". Une meilleure organisation des plans connectés, la possibilité d'associer des rôles audio et vidéo différents. Un "tout nouveau modèle d'apprentissage automatique de suivi d'objets [...] sur les Mac dotés d'une puce Apple". Cette mise à jour apporte également une amélioration des exportations de fichiers H.264 et HEVC "avec un traitement simultané des segments vidéos sur tous les moteurs de données disponibles". Cette amélioration nécessite cependant macOS Sonoma ainsi qu'un Mac doté d'une puce Apple M1 Max, M1 Ultra, M2 Max, M2 Ultra ou M3 Max.
Une version (10.6.2) était une des dernières à apporter autant de nouveautés et d'améliorations de performances notamment pour le nouveau Mac Studio dévoilé lors de l'événement Apple de mars 2022.
La version précédente (10.4.6) porte elle aussi son importance car elle est la première à ne plus supporter les fichiers aux codecs d'architecture 32 bits tel que le DNxHD d'Avid, afin de préparer ainsi le logiciel au prochain système d'exploitation macOS, à savoir 10.15 Catalina :
- La détection de compatibilité et conversion des fichiers, puisqu'en effet, macOS Mojave étant le dernier système d'exploitation des Mac étant capable d'accueillir des fichiers et application 32bits, il est alors impératif que le logiciel puisse convertir les fichiers 32bits comme le Avid DNxHD, le - ou encore le - en un fichier 64bits.

Aussi, cette mise à jour présente de nombreuses corrections de bugs, améliorant drastiquement la stabilité du logiciel.
La version précédente : Final Cut Pro X 10.4.5, publiée le 17 janvier 2019 corrigeait également de plusieurs bugs, et améliore les performances du logiciel.
Final Cut Pro 10.4.4, publiée le 15 novembre 2018 apporte de nombreuses nouvelles fonctionnalités (le rendant encore plus en avance comparé aux autres logiciels des éditeurs concurrents) notamment :
- Les extensions de flux de production : des extensions de logiciels comme Frame.io ou Shutterstock peuvent désormais être intégrés au logiciels pour ainsi gagner en productivité ;
- Export par lot : grâce à cette fonctionnalité, il est désormais possible d'exporter plusieurs Projets à la fois ;
- Effet de réduction du bruit vidéo (ce qui ne contraint plus l'utilisateur à devoir acheter un plug-in externe) ;
- Fenêtre de timecode : le monteur peut afficher la durée de son Projet ou de son rushe sur une plus grande surface dans l'interface du logiciel ;
- Visualiseur de comparaison : cet outil nécessaire notamment lors de l'étalonnage permet de comparer un rushe étalonné à un autre rushe non étalonné.

Le logiciel était entre-temps passé à la version 10.2.1 le 14 mai 2015. Il s'agit d'une version de maintenance corrigeant des bugs et améliorant la stabilité. La version précédente, la 10.2 était sortie en avril 2015 lors de l'ouverture du NAB et apportait le titrage 3D, les masques de couleur et de forme pour tous les effets vidéo.
Les versions majeures (ou sous-versions au vu de leur numérotation) de Final Cut Pro X sont les versions :
- 10.0.6 (octobre 2012) : Montage audio avancé, support des plugins MXF, les XML supportent désormais les métadonnées pour les échanges avec les autres systèmes (étalonnage, mixage…)
- 10.0.3 (janvier 2012) : nouvel outil multicam, outil d'incrustation, possibilité de sortir le signal vidéo sur un moniteur par le biais d'une carte ou boitier d'entrée/sortie de différents constructeurs (Blackmagic Design, Matrox, AJA, Motu…).
- 10.0.1 (septembre 2011) : support du XML, support du stockage XSAN, export de l'audio sous forme de pistes.

### Caractéristiques techniques
Final Cut Pro X prend en charge les principaux formats comme l'AVCHD, l'HDV, l'H.264 à partir des reflex numériques (Canon EOS 5D Mark III, et plus généralement la gamme de réflex Canon) ou des caméras GoPro.
Apple recommande au minimum un Mac équipé d'Intel Core 2 Duo, de 4 Go de RAM, de 512 Mo de VRAM, de 3,5 Go d'espace disque, et, d'une carte graphique compatible OpenCL ou Intel HD Graphics 3000, reliée à un écran de 1 280×768.

## Final Cut Studio
Final Cut Studio était un ensemble de logiciels développé par Apple pour l'étape de post-production (montage, compositing) inclut autour de Final Cut Pro 7.
Final Cut Studio n'est plus vendu à l'unité depuis le 21 juin 2011 (jour de sortie de Final Cut Pro X).

Final Cut Studio était constitué de six logiciels :
- Compressor est une application d'encodage permettant la compression des fichiers vidéo (MPEG-1, MPEG-2, MPEG-4, MPEG-4 H.264, DVD, QuickTime, Windows Media), désormais vendu à part ;
- DVD Studio Pro était une application destinée à l'édition de DVD ;
- Motion, une application servant à l'élaboration d'effets visuels, désormais vendu à part ;
- LiveType permettant de créer des titres animés qui peuvent être incorporés dans le montage ;
- Soundtrack Pro, pour le montage et le mixage du son ;
- La famille des nouveaux codecs Apple ProRes (ProRes 422 LT et Proxy, ProRes 4444).

## Quelques films montés avec Final Cut Pro
- Retour à Cold Mountain[7]
- Intolérable Cruauté
- Napoleon Dynamite[8]
- Super Size Me
- Open Water : En eaux profondes
- Les Lois de l'attraction[9]
- Capitaine Sky et le monde de demain
- Ladykillers
- Les Noces funèbres[10]
- No Country for Old Men[11]
- Jarhead : La Fin de l'innocence (Jarhead)
- 300
- Renaissance
- Rubber
- A Serious Man (2010)
- True Grit[12]
- Kaamelott, (série télévisée)
- Donoma (film) (2011)
- Le Monde doit m'arriver (en) (2012)
- Twixt (2012)
- Danni Lowinski (en) (série télévisée, 2010)[13]
- Leverage (série télévisée, 2008)[14]
- Détective Dee 2 : La Légende du Dragon des mers (2013)[15]
- Diversion (2015)
- Fou d'amour[16]
- Parasite (2019)[17]